# Перчаточный сок
Перчаточный сок — секрет потовых и сальных желез кожи кисти, скапливающийся в процессе выполнения операций в хирургических перчатках. Эти выделения служат отличной питательной средой для бактерий.
Перчаточный сок может содержать резистентные микроорганизмы из более глубоких слоев кожи, которые могут пройти через возможные проколы перчаток во время хирургических процедур, и попасть в стерильные полости тела пациента с риском вызвать инфекцию области хирургического вмешательства. Таким образом, хирургическая дезинфекция рук, помимо ношения перчаток, является важной частью предоперационной профилактики инфекции. Дезинфицирующие средства для рук на спиртовой основе снижают риск инфицирования области хирургического вмешательства за счет быстрого первоначального уменьшения количества микроорганизмов и их устойчивого эффекта, измеряемого в течение 3 часов после дезинфекции.
При нарушении герметичности перчаток микрофлора перчаточного сока может инфицировать операционную рану.